# Андрошевські (герб)
Андрошевські (пол. Androszewski) – шляхетський герб, різновид герба Абданк.

## Опис герба
Опис згідно з класичними правилами блазонування:
У червоному полі на срібній ленкавиці половина такої ж стріли з подвійною перекладиною. Клейнод: три пера страуса. Намет: червоний, підбитий сріблом.

## Гербовий рід
Андрошевські (Androszewski).